# إدوارد هوبكنز جنكينز
كان إدوارد هوبكنز جنكينز (31 مايو 1850-6 نوفمبر 1931) كيميائيًا زراعيًا أمريكيًا شغلَ منصب مدير محطة التجارب الزراعية في ولاية كونيتيكت من عام 1900 إلى عام 1923. كما أدار محطة ستورز للتجارب الزراعية من عام 1912 إلى عام 1923. أشرف جنكينز على كتابة مئات المنشورات الزراعية خلال فترة عمله، وتخصَّصَ في ثقافة وعلاج وتخمير التبغ.

## النشأة والتعليم
ولد في فالماوث، ماساتشوستس، لجون وكلوي (طومسون) جينكينز، وتخرج جينكينز من أكاديمية فيليبس عام 1868 وحصل على بكالوريوس الآداب من كلية ييل عام 1872. تابع دراساته العليا في مدرسة شيفيلد العلمية بجامعة ييل تحت وصاية الكيميائي الزراعي الشهير صمويل ويليام جونسون. من عام 1875 إلى عام 1876، درس جينكينز في ألمانيا في جامعة لايبزيغ ثم في الأكاديمية الملكية الساكسونية للزراعة والغابات في ثارانت، ساكسونيا تحت قيادة فريدريك نوب. حصل على دكتوراه الفلسفة في الكيمياء من جامعة ييل عام 1879.

## المسيرة المهنيّة
أثناء دراسته للحصول على الدكتوراه، بدأ جينكينز العمل كمساعد كيميائي لمحطة التجارب الزراعية في ولاية كونيتيكت في نيو هافن في عام 1877، بعد عامين فقط من بدء تشغيل المحطة. كان جونسون مدير المحطة، بينما كان جينكينز ومدير مدرسة ستورز الزراعية المستقبلية هنري بي أرمسبي مساعديه. طور جينكينز بسرعة سمعة طيبة في كل من التميز العلمي والقدرة على إقناع المزارعين المتشككين بتبني تقنيات زراعية جديدة. تمت ترقيته إلى نائب مدير المحطة عام 1884 وأصبح مديرًا عام 1900 (عندما تقاعد جونسون) وأمينًا للصندوق عام 1901. عمل جينكينز في الوقت نفسه كمدير وأمين صندوق حتى تقاعده في عام 1923، عندما أصبح مديرًا فخريًا حتى وفاته. نمت المحطة خلال فترة ولايته، حيث أضافت أقسامًا من علم الحشرات والغابات وعلم الوراثة والتبغ، وكانت المحطة الفرعية الأخيرة في وندسور.
شغل جينكينز العديد من المناصب الحكومية الأخرى. في عام 1883 أصبح ضابطا في مجلس الدولة للزراعة. في عام 1899، انضم إلى مجلس أمناء كلية الزراعة في ولاية كونيتيكت. شغل منصب مدير محطة ستورز للتجارب الزراعية من عام 1912 حتى عام 1923 وترأس لجنة الصرف الصحي في ولاية كونيتيكت من عام 1897 إلى عام 1903. خلال الحرب العالمية الأولى، شغل منصب مدير الأغذية في الولاية، حيث قاد جهود ولاية كونيتيكت لتقنين الإمدادات وزيادة إنتاج المواد الغذائية اللازمة للجهود الحربية. كتب أو أشرف على تكوين مئات التقارير والنشرات الزراعية والمنشورات الأخرى، بما في ذلك تاريخ الزراعة في ولاية كونيتيكت (1925). تم تكريس مختبر جينكينز لمحطة التجارب الزراعية في كونيتيكت تكريماً له في أكتوبر 1932 في حفل ترأسه الحاكم ويلبر كروس. تم تجديده وتوسيعه في عام 2014، وتم تغيير اسم المرفق إلى مختبر جينكينز واجنر بعد بول إي واجنر (مدير المحطة، 1972-1987).

## الخدمة
بالإضافة إلى خدماته في ولاية كونيتيكت، كان جينكينز نشطًا في الجمعيات المهنية طوال حياته. عضو مؤسس لجمعية الكيميائيين الزراعيين الرسميين، وشغل منصب أول رئيس لها في عام 1887. كان عضوًا في لجنتها المعنية بقوانين الأسمدة الموحدة في عام 1888 ولجنة معايير الأغذية لسنوات عديدة، بدءًا من عام 1897. شغل منصب رئيس اتحاد الكليات الزراعية الأمريكية ومحطات التجارب (1912-1913) وخدم في لجان الجمعية بشأن التسميات وقوانين الأسمدة الموحدة واختبار البذور. كان جينكينز عضوًا في رابطة غابات ومنتزهات كونيتيكت، وعضوًا في جمعية تعزيز العلوم الزراعية، وزميلًا في الرابطة الأمريكية لتقدم العلوم. خدم في مجلس إدارة مستشفى نيو هافن لمدة 20 عامًا وشغل منصب رئيس نادي الخريجين في نيو هافن من عام 1900 إلى عام 1905.

## الحياة الشخصية
في عام 1885، تزوج جينكينز من إليزابيث إليوت فوت من جيلفورد، كونيتيكت. توفي جينكينز في نيو هافن في 6 نوفمبر 1931 عن عمر يناهز 81 عامًا.